# Canale dello Yucatán
Il canale dello Yucatán è un braccio di mare compreso tra la penisola dello Yucatán e l'isola di Cuba.
Il canale ha una ampiezza di circa 217 km dal capo Catoche, estrema propaggine nord-orientale della penisola dello Yucatán al capo San Antonio, estrema propaggine occidentale di Cuba. Il canale mette in comunicazione il golfo del Messico a nord con il mare delle Antille a sud. Una corrente marina calda, denominata "corrente dell'Yucatán", scorre attraverso il canale dal mar delle Antille al golfo del Messico dove assumerà il nome di corrente del Golfo.
Il braccio di mare viene definito sia canale che stretto dello Yucatán. Tecnicamente non ha una lunghezza sufficiente per essere definito canale e non è stretto a sufficienza per essere definito stretto marino.